# Леспезь (Арджеш)
Леспезь, Леспезі (рум. Lespezi) — село у повіті Арджеш в Румунії. Входить до складу комуни Хиртієшть.
Село розташоване на відстані 109 км на північний захід від Бухареста, 36 км на північний схід від Пітешть, 137 км на північний схід від Крайови, 68 км на південний захід від Брашова.

## Населення
За даними перепису населення 2002 року у селі проживали 422 особи. Рідною мовою 421 особа (99,8%) назвала румунську.
Національний склад населення села:
| Національність | Кількість осіб | Відсоток |
| -------------- | -------------- | -------- |
| цигани         | 413            | 97,9%    |
| румуни         | 9              | 2,1%     |